# Musée des jouets de Montauban
Pour les articles homonymes, voir Musée du jouet.
Le musée des jouets de Montauban est un musée de jouets situé à Montauban, département de Tarn-et-Garonne en région Occitanie, à 50 km au nord de Toulouse.

## Présentation
C'est un musée privé, qui résulte de la rencontre d'un collectionneur de jouets, Gérard Misrai, possédant une collection importante de jouets anciens, et d'une entrepreneuse, Michèle Gualino, qui disposait de locaux libres et qui a été convaincue par le projet.
Le musée des jouets de Montauban a ouvert ses portes en décembre 2016.
Le musée est géré et animé par une équipe bénévole qui cherche, au delà de la présentation des collections, à utiliser le jouet comme outil pédagogique.
En 2020, le musée a été sélectionné dans le Journal de 13h de Jean-Pierre Pernaut sur TF1 pour la séquence "coup de cœur de Noël" où il est arrivé 6e sur 17 .
En 2021, le Club des amis du Meccano fait don au musée d'une réplique de la Sagrada Familia, très grande maquette entièrement réalisée en Meccano, jusque là entreposée à Calais près de l'ancienne usine Meccano.
En 2023, le musée récupère une exceptionnelle collection de Barbies. 
En 2024, le musée s'agrandit de 120 M2 et propose un espace ludique  jeux enfants plus fonctionnel et surtout dans le musée un espace automobile avec 3 circuits routiers (Scalextric, Circuit 24 et Jouef) opérationnels.   

## Muséographie
Le musée des jouets rassemble des jouets du XIXe et XXe siècles : poupées, jeux de construction, trains électriques, jeux de société, soldats de plomb et petites voitures.
De nombreux jouets sont mis en situation : scènes de bataille avec les soldats de plomb, pelotons de cyclistes du tour de France en train de monter un col. Plusieurs montages complexes de meccano ou de jeux de construction sont présentés. Au delà des jeux habituellement connus, sont présentés des maquettes comme la maquette réduite de la place nationale de Montauban, chefs-d’œuvre d'adultes allant au bout de leurs rêves d'enfants.
Un espace jeu offre la possibilité de construire des maquettes de Meccano, de s'exercer au babyfoot ou au flipper, de tourner un orgue de barbarie, ou de s'essayer au théâtre de Guignol avec ses marionnettes.